# Me & My
Me & My ( nombres reales Susanne Georgi del 27 de julio de 1976 y Pernille Georgi del 24 de julio de 1974) es un dúo danés de eurodance y europop de la discográfica EMI.

## Biografía
Antes de formar ME & MY el dúo era conocido como "SuPer sisters" (la palabra "SuPer" se formó adjuntando las primeras letras de cada nombre, SUsanne y PERnille).
Al principio de 1990 el dúo lanzó dos discos en danés. En 1991 intentaron participar en el Festival de la Canción de Eurovisión, pero desafortunadamente Susanne era demasiado joven para participar ya que tenía 15 años. La canción que supuestamente debían cantar quedó segunda en la final nacional danesa.
El dúo empezó a ganar popularidad a partir de 1995 con las canciones "Dub-i-dub" y " So many man" entre otras. Más tarde fueron contratadas por Toshiba-EMI Ltd. ( la división japonesa de EMI) para el videojuego Dance dance revolution. 
Susanne y Pernille siguen componiendo canciones para otros artistas, y recientemente para "Musikprogrammet" ( programa de televisión danés).
ME & MY quedó en la sexta posición de la final de la preselección danesa para el Festival de la Canción de Eurovisión 2007 con la canción "Two Are Stronger Than One".
Actualmente Susanne vive en Andorra y desde hace un año forma parte de una banda local llamada Ara septet, su último concierto fue el 30 de diciembre de 2006. Pernille vive en Inglaterra.
Susanne Georgi representó a Andorra en Moscú en el Festival de Eurovisión 2009.

## Discografía
Álbumes
- Me & My (1995)
- Let the Love Go On (1999)
- Fly High (2001)

Singles
Del álbum ME & MY:
- Baby Boy (1995)
- Dub-I-Dub (1995)
- Lion Eddie (1996)
- Touch Of Your Love (solo en la edición especial japonesa - 1996)
- Waiting (1996)

Del álbum Let the Love Go On :
- Let the Love Go On (1999)
- Loving You (1999)
- So Many Men (2000)

Del álbum Fly High :
- Fly High (2000)
- Sleeping My Day Away (2001)

 Colaboraciones:
- Te Quiero (with singer Nicole - 2002)

## Artistas similares
- Aqua ( es el grupo danés más conocido mundialmente"Barbie girl")

- Toy-box ( famoso gracias a la canción "tarzan y jane")

- smile.dk (famoso gracias a la canción "butterfly")

- hit'n hide (famoso gracias a la canción "space invaders")

- Daze (famoso gracias a la canción "superhero")